# Luis García Sanz
Luis García Sanz (Badalona, 24 juni 1978) is een voormalig Spaans betaald voetballer die bij voorkeur op het middenveld speelde. In maart 2005 debuteerde hij in het Spaans voetbalelftal.

## Carrière
Via de cantera van FC Barcelona kwam Luis García in 1997 bij het tweede elftal van de Catalaanse club. In hetzelfde jaar behaalde hij de finale van de Copa del Rey Juvenil met de Juvenil A, het hoogste jeugdelftal van de club waarin destijds ook onder andere Gabri en Xavi Hernández speelden. In de eindstrijd was Sevilla FC met 2-1 te sterk. Vanaf het seizoen 1999-2000 werd de aanvallende middenvelder verhuurd aan achtereenvolgens CD Toledo, CD Tenerife en Real Valladolid. In 2002 tekende García bij Atlético Madrid. FC Barcelona haalde hem in 2003 terug. García begon er in eerste instantie op de bank als vervanger van Marc Overmars, maar in de tweede competitiehelft speelde hij zich in de basisopstelling. Met Barcelona werd hij tweede in de Primera División.
In 2004 haalde Rafael Benítez García naar Liverpool FC, waar hij onderdeel uitmaakte van de Spaanse Armada, de bijnaam voor de groep Spanjaarden die destijds bij de club speelde. Met de Engelse club won hij in 2005 de Champions League en de Europese Supercup. García maakte het enige doelpunt in de dubbele ontmoeting met Chelsea FC in de halve finale. In de wedstrijd om de Supercup tegen CSKA Moskou scoorde de Spanjaard in de tweede verlenging de 3-1. In het seizoen 2006/2007 liep García een kruisbandblessure op, waardoor hij de tweede helft van de competitie. In een wedstrijd voor de League Cup tegen Arsenal FC (6-3 nederlaag) scheurde de Catalaan de voorste kruisband van zijn rechterknie, nadat hij na een duel om de bal ongelukkig op zijn rechterbeen terecht was gekomen.
In juli 2007 werd García opnieuw gecontracteerd door Atlético Madrid, als onderdeel van de transfer van Fernando Torres naar Liverpool. Na twee jaar bij Atlético vertrok García naar Racing Santander. Hij tekende in augustus 2010 een eenjarig contract bij Panathinaikos, dat hem transfervrij overnam van Racing Santander. Hij speelde sinds 2012 bij Pumas UNAM, waar hij op 14 januari 2014 zijn afscheid aankondigde. Aan het einde van dat jaar maakte hij zijn rentree in India bij Atlético de Kolkata. In 2015 kwam hij wegens blessures niet in actie. In januari 2016 verbond hij zich aan het Australische Central Coast Mariners.
García heeft de UEFA-managmentopleiding Executive Master for International Players (MIP) gedaan.

## Nationaal elftal
In maart 2005 maakte García tegen China zijn debuut in het Spaans voetbalelftal. In zijn zesde interland, op 12 november 2005, scoorde hij in de play-off voor het WK 2006 tegen Slowakije (uitslag 5-1) drie doelpunten.

## Persoonlijke erkenning
In 2005 behoorde García tot de vijftig voetballers die genomineerd waren voor de Gouden Bal, de trofee voor Europees voetballer van het jaar die wordt uitgereikt door France Footbal. Hij was een van de drie genomineerde Spanjaarden, naast Xavi en Raúl González.

## Erelijst
Als speler
 Liverpool
- FA Cup: 2005/06
- FA Community Shield: 2006
- UEFA Champions League: 2004/05
- UEFA Super Cup: 2005

 Atlético Madrid
- UEFA Intertoto Cup: 2007

 Atlético Kolkata
- Indian Super League: 2014

Individueel
- UEFA Team van het Jaar: 2005

## Spelerstatistieken
| seizoen | club                   | land                 | competitie                 | wed. | goals |
| ------- | ---------------------- | -------------------- | -------------------------- | ---- | ----- |
| 1997/98 | FC Barcelona B         | Vlag van Spanje      | Segunda División B         | 36   | 15    |
| 1998/99 | FC Barcelona B         | Vlag van Spanje      | Segunda División A         | 36   | 10    |
| 1999/00 | Real Valladolid        | Vlag van Spanje      | Primera División           | 6    | 0     |
| 1999/00 | CD Toledo              | Vlag van Spanje      | Segunda División A         | 17   | 4     |
| 2000/01 | CD Tenerife            | Vlag van Spanje      | Segunda División A         | 40   | 16    |
| 2001/02 | Real Valladolid        | Vlag van Spanje      | Primera División           | 25   | 7     |
| 2002/03 | Atlético Madrid        | Vlag van Spanje      | Primera División           | 30   | 9     |
| 2003/04 | FC Barcelona           | Vlag van Spanje      | Primera División           | 25   | 4     |
| 2004/05 | Liverpool FC           | Vlag van Engeland    | Premier League             | 29   | 8     |
| 2005/06 | Liverpool FC           | Vlag van Engeland    | Premier League             | 31   | 7     |
| 2006/07 | Liverpool FC           | Vlag van Engeland    | Premier League             | 17   | 3     |
| 2007/08 | Atlético Madrid        | Vlag van Spanje      | Primera División           | 30   | 2     |
| 2008/09 | Atlético Madrid        | Vlag van Spanje      | Primera División           | 19   | 0     |
| 2009/10 | Racing Santander       | Vlag van Spanje      | Primera División           | 15   | 0     |
| 2010/11 | Panathinaikos FC       | Vlag van Griekenland | Super League               | 18   | 2     |
| 2011/12 | Puebla FC              | Vlag van Mexico      | Primera División de México | 33   | 14    |
| 2012/13 | UNAM                   | Vlag van Mexico      | Primera División de México | 20   | 2     |
| 2013/14 | UNAM                   | Vlag van Mexico      | Primera División de México | 15   | 2     |
| 2014    | Atlético de Kolkata    | Vlag van India       | Indian Super League        | 13   | 2     |
| 2015/16 | Central Coast Mariners | Vlag van Australië   | A-League                   | 10   | 2     |

1 Casillas ·
2 Salgado ·
3 Pernía ·
4 Marchena ·
5 Puyol ·
6 Albelda ·
7 Raúl  ·
8 Xavi ·
9 Torres ·
10 Reyes ·
11 García ·
12 López ·
13 Iniesta ·
14 Alonso ·
15 Ramos ·
16 Senna ·
17 Joaquín ·
18 Fàbregas ·
19 Cañizares ·
20 Juanito ·
21 Villa ·
22 Ibáñez ·
23 Reina ·
Coach: Aragonés